# Нафтохімічна промисловість
Нафтохімічна промисловість — галузь промисловості, яка на основі хімічної переробки продукції нафтопереробної промисловості і газової промисловості виготовляє різні види нафтохімічної продукції.
Основна продукція: синтетичний каучук, продукти основного органічного синтезу, технічний вуглець, різні види шин, гумотехнічних та азбестотехнічних виробів, гумового взуття, олефіни тощо.
Продукцію нафтохімічної промисловості широко використовують в усіх галузях господарства. Умови для виникнення нафтохімічної промисловості створено в результаті впровадження нових методів переробки нафти — крекінгу та піролізу.

## Історія
У Радянському Союзі, й в УРСР, зокрема, нафтохімічна промисловість почала розвиватися в роки перших п'ятирічок (1929—40). Розвиток нафтохімічної промисловості безпосередньо пов'язаний із збільшенням масштабів та вдосконаленням процесів комплексної переробки нафти. В СРСР уперше 1932 організовано промислове виробництво синтетичного каучуку, 1949 — одночасне виробництво фенолу й ацетону кумольним методом, 1952 — виробництво синтетичного етилового спирту, 1966—70 — масове виробництво високоякісних пневматичних шин без застосування натурального каучуку та ін. Потужну нафтохімічну промисловість створено в 50—60-х pp. 20 століття. Обсяг виробництва продукції нафтохімічної промисловості країни 1979 року зріс проти 1970 в 1,5 раза, у тислі числі в Українській PCP — в 3,5 рази. Проблемами розвитку нафтохімічної промисловості займалися Центральний науково-дослідний інститут технологічно-економічних досліджень нафтопереробної і нафтохімічної промисловості в Москві, Нафтопереробної і нафтохімічної промисловості всесоюзний науково-дослідний і проектно-конструкторський інститут у Києві та ін.